# Акерман, Рудольф
Ру́дольф Аккерман (нем. Rudolph Ackermann; 20 апреля 1764, Шнеберг — 30 марта 1834, Финчли, близ Лондона) — немецкий и британский изобретатель и издатель.
Родился 20 апреля 1764 года в саксонском городе Шнееберг, в семье седельника. Он изучил ремесло своего отца, затем работал в Дрездене, Лейпциге, Базеле, Париже и Брюсселе в качестве подмастерья и достиг высокого искусства в изготовлении рисунков и в разных исполненных вкуса усовершенствованиях в каретном мастерстве. Впоследствии он отправился в Лондон, где в 1794 году открыл магазин художественных произведений. Стоя во главе этого учреждения, Аккерман ввёл в Англии литографию и усовершенствовал гравирование на дереве.
Он основал в 1814 году изящный модный журнал «Repository of arts, literature and fashions», a также ввёл — в первый раз в Англии — серию альманахов «Annuals» по образцу немецких изданий этого рода; первый из них, изданный в 1823 году, известен под названием «Forget me not». В то же время он предпринял издание топографических картин, исполненных акватинтой: «Microcosm of London», «Histories of Westminster Abbey», «Oxford and Cambridge», «Public schools» и другие. Аккерман умер 30 марта 1834 года в своем имении близ Лондона.
Одно из его изобретений — рулевая трапеция Аккермана — и поныне применяется в автомобилестроении.